# 銃夢火星戦記
『銃夢火星戦記』（ガンム マーズクロニクル、GUNNM MARS CHRONICLE）は、木城ゆきとのSF漫画。『イブニング』（講談社）にて2014年22号より連載。同誌が2023年6号をもって休刊した後は『コミックDAYS』（同）に移籍し、2024年1月16日から2025年3月11日まで連載された。
サイボーグの少女ガリィを主人公とした前作『銃夢 LastOrder』の続編として始まりつつ、それまで明確には描かれなかった第1作『銃夢』の前日談も描く。「銃夢シリーズ」の最終章とされていたが、全56話で終了。2026年春より『銃夢 機甲術戦記』の開始が予告されている。

## ストーリー

### 過去編

#### マミアナ編
e.s.373年（西暦2329年）、紛争が絶えない火星。孤児として医者のフィンチに拾われたエーリカと陽子は、マミアナという小さな町の孤児院に引き取られる。しかし町は突如攻め込んできた軍隊によって壊滅し、生き残った2人は再びフィンチに連れられ、シドニア領を目指す。移動の途中、生活空間を支える火星天蓋（バルダヒーン）が軍隊によって破壊され、大勢の難民が死亡するのを目撃する。
危機に瀕した3人は天蓋協会（MBV）のムイに助けられるが、それはエーリカと陽子を天蓋を支える柱（ゾイレ）の人柱にしたいがためだった。しかし大巫女ネフから「転移の相」を2人のいずれかが持つという神託を告げられ、2人を解放する。

#### ムスター編
3人はエーリカの故郷にたどり着くが、エーリカは両親を殺害していたことを思い出し愕然とする。その頃、18人の領主が集まり太陽鏡反射権を決めるエドム会議の場に、怪人バロン・ムスターが現れ、シドニア領から反射権を奪うよう脅迫していた。陽子は母を名乗る人物に引き取られ、エーリカは落ち込むが、そこに陽子の身柄を追う賞金稼ぎが現れ、さらに乱入したムスターにより拉致される。ムスターの当初の狙いはエーリカが持っているはずの本だったが、彼女の生い立ちや性格を知り、悪の後継者として彼女を育てることを決める。
引き取られた陽子は火星18大公のひとつであるシドニア公ドルンブルク家の分家・バウムブルク家で育てられるが、それは分家当主・マルキ公爵が本家当主であるシドニア公・カグラから領主の座を奪うための策略だった。しかし全てはカグラに対し深い因縁を持っていたムスターの手の内にあり、陽子の出生の秘密も明かされる。彼の復讐劇によりシドニア領都は崩壊、エーリカと陽子は再び放浪の身となる。

#### カオフマン編
e.s.374年（西暦2330年）、2人は宇宙船の残骸をもとにした町「デジャー・ソリス」に潜入していた。ゴロツキのダスに紹介された「カオフマンのクアン」を頼ってラドー・シュタットにあるモズビー商会を訪れたものの、行方知れずだったためである。ようやく出会ったクアンはエーリカと陽子に対し冷淡な態度を見せるが、2人が非人道組織・メカニズモに拉致された際に助ける。彼は機甲術の組織・グリューンタルのエージェントであり、デジャー・ソリスを支配するメカニズモの関連勢力を一掃する解放作戦を手引きする。かつてエーリカと陽子を救ったゲルダも作戦に参加しており、再会を果たす。
その後もメカニズモのサイボーグであるヤコレワやジャポロに襲撃され危機に瀕するが、クアンら機甲術使いに救われ、機甲術への憧れを強めていく。その一方で、グリューンタルの機密事項に関する隠蔽工作、メカニズモとの取引といった事態が密かに進行しつつあった。

### 現代編
前作「LastOrder」の3年後のe.s.594（西暦2550年）から物語が始まる。
「独立自治権」を与えるという名目の、LADDER（太陽系条約調停議会）による擬似戦争に過ぎなかった「ZOTT（森羅天頂武闘会）」を制し、また、ムバディによる洗脳からLADDERを解放したことで、地球と火星の運命、ひいては全宇宙の今後のあり方を変えたガリィ=陽子は、かつてマミアナがあった土地に立っていた。そこにエーリカが現れて戦いを挑んでくるが、彼女は「屍人兵士（ネクロ・ソルジャー）」であり、本人は200年前にガリィが殺害していた。ガリィは彼女を蘇らせた者が黒幕「ダーザイン」であると告げるが、同じくネクロ・ソルジャーとして蘇ったゲルクトが現れ、エーリカを連れて去っていく。
直後ガリィは、リメイラ女王の暗殺未遂容疑でザジに拘束される。リメイラ女王はすでに回復しているものの、ガリィは彼女もネクロ・ソルジャーではないかと不安を募らす。大巫女ムイによって解放されたガリィは、エーリカを人間に戻す方法を求めて、ムイに紹介されたS・ノヴァに「ネクロ・ソルジャーに施された外部からの制御を解き、自由意志を持つ人間に戻す治療法の研究」を依頼する。

## 登場人物

### 主要人物
ガリィ／陽子（ヨーコ）
主人公。過去編では元の名前の陽子で呼ばれる。前作のZOTTで優勝を果たした、凄腕の機甲術使い。ZOTTから3年、金星でエージェント「LastOrder」としての仕事を果たしたのち、200年ぶりに火星に帰還した。前作で大幅な進化を遂げたイマジノス体はある事情から再生力が低下している。
火星の戦災孤児で、幼少の時からサイボーグとなっている。エーリカと共に孤児院で過ごすが、後に母を名乗る人物に引き取られる。火星18大公のひとつ・シドニア公カグラの後継者とされるが、それはムスターによる偽装で、本来は生き別れていたムスターの妹・ノリンの人面腫から生み出された摘出児だった。エーリカとは対照的な、周囲に流されるだけの子供として描かれるが、戦闘サイボーグ・ギラティンに襲われた際にはその体にタッチするなど、怖れ知らずな度胸も見受けられる。
ヤコレワによって拉致監禁された際、それまでの無垢な幼児としての振る舞いはエーリカの望みを察したものであったことが判明。銃を突きつけられたことで、闘争本能が覚醒し始める。動体視力と記憶力が群を抜いており、数えるほどしか目にしていないゲルダの機甲術を真似て見せた。メカニズモのサイボーグの群れに一人で飛び込んで複数個体を撃破し、機甲術使いの組織「グリューンタル」の上位戦士の目に留まる。
エーリカ・ヴァルト / フラウ・X
ガリィ=陽子の幼馴染で、同じく機甲術の使い手。過去にガリィが殺害したが、ネクロ・ソルジャーとして蘇った。彼女自身はそれを知らず、ガリィから教えられた際にショックを受けていた。
犯罪者の父と売春婦の母を持ち、激しい虐待によって左目と左手を失う。自宅の窓から見える看板に描かれた家族の絵に逃避した結果、父の盗品を狙った強盗犯に手を貸して両親を殺害。その後は陽子と同じ孤児院で過ごし、陽子と離れ離れになった後はバロン・ムスターに拾われて「悪の後継者」として育つことになる。
自身の欲や願望を最優先し、時には興味本位の殺人にさえおよぶ「悪の素養」はあるものの、自身が得ることが出来なかった「家族」を求める一面があり、ダスやゲルダといった一部の大人に対しては歳相応の子供としての顔も見せる。
グリューンタルに保護された際にその知能の高さが上位戦士の目を惹き、ナイフの達人・ゾーイとの決闘に勝利したことで評価は決定的となりサイボーグ手術を受ける。

### 現代編
ダンコ
銃器型のナノマシン兵器。バーサーカー細胞変異体で、ガリィが金星にいたとき(前作からの空白の時間)に付いてきた。口は悪い。
体内でバーサーカー細胞と崩壊弾を複合した弾丸を生成して発射する能力をもつ。被弾すれば無制御化したバーサーカー細胞に侵食された末に崩壊するが、弾の口径が大きく誘導弾なこともあって弾速が遅いのが欠点。
「銃夢」単行本第1巻の表紙にも似た個体が描かれている。
ザジ
リメイラ女王の護衛。銃器のエキスパート。前作でガリィと共にZOTTに出場し戦い抜いた戦友だが、リメイラ暗殺容疑としてガリィを逮捕する。
リメイラ
火星の女王。火星統一に向けて奔走していたが、ガリィを騙る何者かによって殺害されかける。再生医療によって復活するが、ガリィやカエルラからはネクロ・ソルジャーではないかと疑われている。
カエルラ・サングウィス
作品世界では生存権すら認められない孤児を保護・育成する団体「星の保育園協会（ステラ・ナーサリー・ソサエテイ/SNS）」の理事長。V型ウイルス感染による変異体、いわゆる吸血鬼。不老であり、文明崩壊前の時代から生きている。生身でありながらガリィを凌ぐ戦闘能力を持つ。ガリィとは別行動でダーザインを追っている。リメイラ暗殺未遂容疑で拘束されたガリィの尋問の最中に現れ、ダーザインとネクロソルジャーに関する情報を伝える。その帰りに搭乗していた飛行機をダーザインの手によって爆破され、以後の生存は不明である。
クー・ツァン
SNSの所有する強襲保育園バス「ガントロール」船長。カエルラの留守中は代役を務める。前作においてZOTTから脱出後に火星王国議会派に亡命。受け入れてもらった義理から議会派の軍事作戦にも協力している。
ゼクス
ガリィの戦闘データから作られた人工知能をもつアンドロイド。ZOTT決勝の後に対戦する約束だったガリィを探しているうちにSNSに転がり込んだ。無印でGIBによって造り出されてからの実年齢が「5歳」ということもあってクー・ツァンからは「デカイ幼稚園児」と呼ばれている。
ムイ
火星の生活空間を支える火星天蓋の維持管理を任された、天蓋協会の人間。ガリィの幼少期からの知り合いで、当時は庭師（ゲルトナー）だったが、現代での再会時には大巫女（プリステリン）となっている。庭師時代は、戦争を繰り返し生活必需品の天蓋さえ破壊する火星住民を嫌悪しており、天蓋破裂に巻き込まれたエーリカと陽子に対し新たなゾイレのための人柱になれと要求したが、当時の大巫女ネフの神託によって解放した。
普段の性格は天然気味で、他者との距離感が極端に走りがち。
S・ノヴァ
前作でムバディに協力し、ガリィと敵対していたマッドサイエンティスト。ネクロ・ソルジャーの治療法を求めて訪れたガリィと再会する。ムイからは「優秀な医者」と評されていたが、相変わらず人体実験を繰り返している。
ツァイクロウ
S・ノヴァの執事で、かつてはグリューンタルの上位戦士だった。200年前、ガリィ=陽子の任務失敗によって責任を押し付けられグリューンタルから逃亡。その後はLADDER議会直属部隊「NEW ORDER」に所属していたがイエールに潜入してきたガリィに敗北、S・ノヴァに引き取られる。ガリィからゲルクトが（ネクロ・ソルジャーとしてだが）健在と知らされ、逃亡時に組織の資金を持ち逃げしたことを白状してしまう。ガリィからのハッタリ混じりの脅迫もあって差し当り協力的な態度を示している。
ゲルクト
英霊団（エインヘルヤル）の隊長。かつてはグリューンタルの総師範である「マイスター」と呼ばれるリーダーだった。自身がネクロ・ソルジャーであることを知っているが、以前と以後で自己の本質に変わるところは無いと受け入れており、食ってかかるエーリカを諭した。蟻の小型飼育キットを所持している。
過去編では終盤に登場。クアンの任務に協力者として参加していたが、任務完了後にクアンに施された睡眠発作を抑えるインプラントを外部操作で停止、発作を起こしたクアンを殺害する。オースタッドとの会話から、彼自身も「ダーザイン」と関りがあることをほのめかされている。
パラベラム、ブレーメン
英霊団メンバー。
パラベラムは無印の改訂前（BJ版）に描かれたガリィの回想に登場しているが、今作ではどの程度の関りなのかは不明。
ブレーメンは「戦争博士」と呼ばれる参謀格。

### 過去編

#### マミアナ編
鉄眼のモルタン
幼少期の陽子とエーリカに地雷原を歩かせようとした兵士。「LastOrder」の冒頭で、突如現れた機甲術使い・ゲルダに討たれるところまで描かれていた。
本作では冒頭で死体として登場。北伐と呼ばれる戦争に従軍していた頃の姿も描かれるが、味方であるダスやクアンが危機に瀕している時に平然と逃げ出すような人物だった。
フィンチ
ゲルダによって救出されたエーリカと陽子をマミアナの孤児院に送り届けた巡回医師。キューリーシュタットで陽子が引き取られて以降、エーリカと共に行動していたが陽子を追うエージェントに襲撃された際に離れ離れになってしまう。優しいが、酒好きが原因のしくじりも多い。子供の舌には厳しいベーマイトを食べさせて「好き嫌いしていると大きくなれない」という。その後のエーリカと陽子もベーマイトを食べていることがある。
ニノン・ズィルバー
マミアナの孤児院で子供たちのリーダーとなっていた少女。真偽は不明だが、火星有力者の血筋だと称し将来は「火星の女王」になると宣言していたが、襲撃してきた軍事勢力「パパガイ兵団」に殺害される。彼女の姓が本名なら18大公のひとつ「フランマリオン公」の係累だとされる。ニノンの記憶によると3つある兵団のうち、2つが謀反を起こした際にパパガイ兵団は領主側に付いていたというが、マミアナを襲撃した事実から内実は逆だった模様。

#### ムスター編
バロン・ムスター / イタル・ソナン
各地であらゆる犯罪に手を染めている凶悪犯。黄金の杖を持ち、不気味な仮面が着いた衣装を着た怪人。シドニアに対し恨みを抱いており、滅亡させようと暗躍している。各種の違法ビジネスを展開して資金を獲得し、移動式要塞「ムスター城」で研究も行わせている。その体は人面腫（マスケトーマ）という奇病に侵されて余命いくばくも無く、治療法を求めて「不滅の秘宝」を探している。その手掛かりである、エーリカの父が盗んだ「クラウゼヴィッツ戦争論下巻」を手に入れるためエーリカを誘拐するが、彼女の過去を聞いて弟子にすることを決める。
過去編からさらに13年前のエピソードでは才能ある善良な若者イタル・ソナンとしての過去が語られ、エーリカの父ヨハンとは親しくしていた。
シドニア公主カグラの依頼からシドニア領にあるメルリ・ヨタ遺跡（人面岩）の発掘調査をしていたが、遺跡から「黄金杖（ゴルトシュトック）」が見つかると口封じに抹殺されそうになる。ヨハンからの連絡もあってカグラの侍女ポリセラを人質に逃亡するが、逆に発掘隊を虐殺した罪を着せられ指名手配される。重傷を負った妹のノリンを助けるため出頭しようと決めた際、宝の手がかりとなる「杖と本」をヨハンと手分けする。しかしその後、遺跡で「恐怖の虹」を吸い込んだことによる人面腫の発症、治療とは名ばかりの人体実験、さらに恋心を抱いていたカグラからフッ化水素酸による凄惨な拷問を受け、友人と信じていたヨハンにまで裏切られ、絶望のどん底に叩き落される。これほどの苦難＝罰に見合うだけの罪業を犯さなければならないという狂気に冒され、バロン・ムスターを名乗り稀代の悪漢となった。
カグラをこの上なく憎悪しつつ、同時になお愛していることを自覚している。治療の望みが絶たれたことで、復讐と心中を同時決行する形で自身諸共カグラとシドニア領都を滅ぼし、悪人としての人生を全うした。なお、陽子の伯父にあたることがのちに判明する。
クルヒト・ソナン
ムスターの父である考古学者。人面腫を発症し、ドクトル・ヌゲマによる人体実験の末に哀れな最期を遂げた。後述の結晶化毒（クリスタルモルテン）を発見したが、危険性を見出し公表はしない人物だった。
ノリン・ソナン
ムスターの妹にして陽子の本当の母親。父や兄と共に人面岩の発掘調査に参加するが、「黄金杖」の発掘後の襲撃で重症を負う。彼女もまた全身を人面腫に侵され、カグラに目をつけられたことからなぶり者にされ、凄惨極まりない拷問を受け廃人と化す。後にドクトル・ヌゲマに払い下げられ、そこから見世物小屋に貸し出されていたところをムスターたちに発見される。最期はムスターの手によって砂状化毒を注入され安楽死させられた。
ヨハン・ヴァルト
エーリカの父親。呑んだくれのダメ親父で、売春婦の妻・マリータと共に娘を虐待していた。エーリカが引き入れた強盗により、夫婦そろって殺害される。
過去編からさらに13年前のエピソードではムスター=イタルと共に調査隊で働いていた。元々は火星南部地域の出身で軍に在籍していたが上官を殺してしまい、北部まで逃げてきた。
宝の手がかりとなる「杖と本」をイタルと手分けし、カグラによる拷問で死にかけていたイタルを救出する。しかし自らの取り分である「本」を隠した古井戸が塞がれてしまい、「杖」だけでも確保しようとイタルを騙し討ちするが、結局は取り逃がした。
ゾーイ
ムスターの部下。全身に傷跡のある女性。悪人としてのムスターに心酔している。また、正面から勝負を挑まれると正直に受けてしまうなど、その意味では善人。彼が気に掛けているエーリカを殊更に嫌っているが、命令によりナイフによる殺人術（シチリア流短剣術）などを教示した。ムスター最期の作戦を見届けた後、託された任務であるエーリカと陽子の始末のため銃を向けるが、悪党としての本性を露わにしたエーリカに気圧されて引き下がった。
その後、ムスター城を訪ねてきたエーリカに対してもムスターの影武者として応対していたがナイフによる勝負を挑まれて受けた結果、エーリカが隠し持っていた結晶化毒を使われて、自ら患部を斬り落とすことで助かるが勝負には負けた形となる。
ミゲール
ムスターの部下で、執事を務めている。
ダムヤン
ムスターの部下。気弱でお人よしの青年で、エーリカに気に入られ結婚の約束まで取り付ける。正体は18大公の誰かが送り込んだ刺客で、不滅の秘薬を前にして本性を表す。しかしムスターには見抜かれており、結晶化毒を使った策を逆に利用され返り討ちに遭った。
チンモイ博士
ムスターのもとで結晶化毒の研究・改良を行う研究者。研究には熱心だが他人には無頓着である。遊びに来たエーリカによって知らない間に「実験台」にされ、身体が結晶化して砕け散った。
ヒシャム博士
ムスターの「不滅の秘宝」探索を助け、暗号解読に貢献するが、「用済み」として始末される。
カグラ・ドルンブルク
火星18大公のひとつ、シドニア公の名を持つ女性。当初は陽子の母親と思われていた。全身を人面腫に侵されており、人前に姿を見せずポリセラに代理させていた。しかし彼女の死後、叔父のマルキ公爵の策略で領主の地位を陽子と交代させられることとなる。
領主交代の「継承の儀」の最中、ムスターに扮したゾーイの手によって醜い肉塊と化した体を晒された上に目の前で重臣たちを殺され、本物のムスターの待つオデオンバッハの操縦室に監禁される。巨大兵器であるオデオンバッハは領主の脳波による命令で動くが、人面腫の影響で命令は正確に伝わらず暴走し周囲を破壊し続ける、これこそがムスターの狙いだった。オデオンバッハによって自らの領民と領地を壊滅させられる中、かつて拷問に用いたフッ化水素酸を全身に浴びせられ、三日三晩悶え苦しんだ挙句ムスター共々溶け合って死亡するという壮絶な最期を遂げた。
過去編からさらに13年前のエピソードではまだ公主という立場だった。ムスター=イタルの父・クルヒト博士にメルリ・ヨタ遺跡の調査を依頼するが、黄金杖が見つかると発掘隊を襲い証拠隠滅を謀る。人面腫に侵される前はイタルやノリンも憧れるほどの美貌を誇っていたが、内面は残忍で、美男子を拷問死させる過程で排出させた精液でマンドレイクを育てることが趣味。およそ自分以外の存在を道具としか認識していないが、ポリセラの死に関して怒りを見せたところから同性愛者だった模様。
ポリセラ・ポルヴィット
シドニア公カグラの代理としてエドム会議に出席していたが、ムスターによって結晶化毒で殺害される。過去編からさらに13年前のエピソードでは、当時まだ公主だったカグラの侍女を務めていた。カグラの側近だけありマンドレイク育成も手伝うなど性格は残忍で、ムスター=イタルにフッ化水素酸を塗り付けた張本人でもある。ただし後にムスターと対面しその正体を察した際には動揺を見せており、カグラほど他者に無関心ではなかった模様。
ドクトル・ヌゲマ・ヌーバウアー
カグラの命令で人面腫の治療研究を行っている外科医・医学研究者。人面腫の因子「恐怖の虹（メトスイーリス）」の名付け親でもあるが、人間性の欠落したマッドサイエンティストで他人の感情を理解しない。イタルたちの治療も担当したが、先に発症していたカグラと比べ病状の進行の極端な差から、実験のためむしろ重症化を促進していたことが疑われる。
治療よりも自分の好奇心を満たすための実験や標本づくりに精を出しており、その過程でガリィが誕生した。
最期は復讐の鬼と化したムスターによって殺害される。その死については詳細に語られることは無かった。
マルキ公爵
シドニアの実権を握るべく、姪であるカグラから大公の座を奪い、陽子を新領主=傀儡として擁立しようと画策する。しかし「継承の儀」の最中、ゾーイによって始末された。
キョーコ・ビマ
マルキ公爵に雇われ、陽子の母親を演じる。夫と子を亡くしており、主体性に乏しく無力だが母性は強く、陽子から深く慕われる。エーリカに致命傷を負わされるが、それさえも赦した。
ダス、ロッコ
サイボーグのゴロツキ。コンビを組むフリーランスの何でも屋。ダスはクラシックなガンマンスタイルで、ロッコは昆虫を思わせる異形でメカニズモ出身、立体的行動と重火器に扱いに長ける。ギラティンを加えた3人でシドニアに雇われ、陽子の身柄を追うエージェントとして動いていた。しかし後にエーリカの依頼を受け、逆にエーリカと陽子がシドニア領から脱出する手助けに回り、ギラティンとは敵対する。
ゴロツキながら仁義を重んじ風情も楽しみ、子供の前では格好つける大人としての一面もある。まずロッコがギラティンを足止めするべく犠牲となる。エーリカはダスに対し一緒に逃げるよう懇願するが、ダスは仕事人としての矜持から断った。戦友のクアンを頼るよう言い残してギラティンに勝負を挑み、かろうじて勝利。ボロボロになりながらも、さらに追ってきたマルキ公爵への抗戦の意思を捨てず、矜持を全うした。
ギラティン
ダスとロッコの同業者。高速の一輪車にもなるギロチン・ベルトを得物とする重装甲格闘型サイボーグ。たまたま同じ依頼を受けて、自身は荒事専門のため調査・探索が得意な2人とチームを組んだ。リアリストで仕事には妥協や甘い情を挟まず、ダス、ロッコと決裂する。

#### カオフマン編
クアン・キルボルン
グリューンタル所属の機甲術使い。靴屋・モズビー商会(実態はグリューンタルの諜報部門)で営業・諜報・新人の勧誘を担当する「カオフマン」と呼ばれるエージェント。本人曰く「ロートル」だが、かつて勇名を轟かせた腕は健在である。かつての戦争(北伐)で脳に傷を負ったことで第一線を引退しており、睡眠発作(ナルコレプシー)を起こすため任務時には薬で抑えている。
恋人の死の真相を知る手がかり、特に一人の男の記録を追ってデジャー・ソリスに潜入していたが、ダスの紹介をもとに探しに来たエーリカたちと接触する。ダスとは戦友だが、当初は「貸した金も踏み倒してくたばったヤツの頼みなんぞ利く義理はねえ」という態度で、エーリカの恨みを買うことになった。
メカニズモの上位ランカー・ジャポロ撃破の功績を買われ、上層部からある任務を与えられる。しかし一方で、グリューンタルの機密事項を探っていることから存在を危険視されてもいたため、任務完了後に協力者であったゲルクトに殺害される。
ワミ・ワイズハート
グリューンタルの研究機関である戦争大学「ボルク・アカデミア」の研究者で、クアンの恋人だった。好きな曲はベートーヴェンの『月光』。
機甲術「ゴッセン派」の奥義に関する論文を執筆中に死去。墜落事故とされたがクアンは疑念を抱き、真相の解明を決意する。
ナイプ・ナゲンドラ・ナイトホース(NNN)
機甲術「ゴッセン派」の最後の継承者。デジャー・ソリスが墜落した時の乗客で、クアンが記録を追っている張本人である。
デジャー・ソリスが墜落する際、船長ら生存者を脱出させ自らは船に残り、その後の消息は不明。一冊の「手帳」を船長に託す。
ニムス・ゴッセン
機甲術開祖たるティーガー・ザウエル五高弟の1人。5人の高弟の中では機を操る心法を重視しており、奥義・遊撃功律動（アインザッツリュトメン）を現したが、作中時点では継承者も途絶えて失伝している。

ユニエ・ホルベルク
デジャー・ソリスで掃除婦として暮らす少女。夢見がちな天然ちゃんで潜入してきたエーリカと陽子を妖精さんと呼ぶ。クアンに恋心を抱き、彼が探している「手帳」を一足先に入手するが、クアンがそれを求める理由を知り悩む。
「塵旋風（ダスト・デビル）憑き」と呼ばれる発作症状を抱えており、幽体離脱で本人の意識が離れると熟練の戦士のような身体操作を見せる。この状態では身体能力のリミッターも外れるため常人離れした運動力を発揮する（いわゆる火事場の馬鹿力）が、身体の負担はきわめて大きく、しかも彼女の意志ではコントロールできなかった。しかしヤコレワに拉致監禁された際、孤児たちの心中に巻き込まれそうになり、むしろ子供たちを襲う不条理に対し怒りが爆発し、幽体離脱なしに初めて自らの意志でダスト・デビルの力を発動させて拘束を引きちぎる。グリューンタルに保護され、機甲術入門の推薦もあったが、デジャー・ソリスとの外交関係への配慮から送還扱いとなった。
ヌガラ・ノートリアス
ベテランのカオフマンで、クアンの先輩。ユニエをグリューンタルにスカウトする。
ビッグ・マダム
デジャー・ソリスの顔役を務める女性。街の元になった貨物船の船長の娘で、墜落事故の際に失明等の重傷を負うが生存。
盲人だが情報に長けているほか、街の壁などに聴診器を当てることでおおよその事情を把握する能力を持つ。サイボーグの機械音をもとに個体差を識別し、所在を突き止めることも可能。潜入していたエーリカと陽子、クアンの正体にも気付いていた。
ハフェルカンプ
モズビー商会シドニア支部の代表。クアンを訪ねて来たエーリカと陽子を受け入れるが、無線機を持ち逃げされたのでそのまま彼の捜索を依頼する。ビッグ・マダムには「ヤカン頭」と罵られている。
ゲルダ
後にガリィとエーリカの機甲術の師匠となる女性で、クアンとも旧知の仲。作戦の帰りに、地雷原を歩かされていた2人を発見するや命令を無視して救出する。デジャー・ソリス解放作戦で再会し、無事生き抜いていた2人を激励する。
ヘンケル
ゲルダの上司である小隊長で、クアンの元同僚。
ヘンドリクス大尉
軍閥組織・ファージャルグ所属のサイボーグ。「戦争は火力である」が信条で、全身に装備した機銃でクアンを攻撃するが瞬殺される。
ヤコレワ・ヤンツェン少佐
メカニズモの情報将校で完全サイボーグ。ゾノヘドロンのTGIV計画を監督し、脳改造を施された子供を操って各種工作も行う。
普段は妖艶な女性の外見だが、戦闘時には人型とかけ離れたグロテスクな姿を露わにする。クアンを翻弄し、対ヒューマノイド戦に特化した機甲術の弱点を見抜くものの敗走する。エーリカに発見されるが、クアンに復讐したいという共通の動機から密かに同盟を組む。しかしその後ユニエと「手帳」だけでなく陽子まで攫ったため、エーリカからは「スパイを強要された」と全責任を押し付けられる。
デジャー・ソリス解放によりTGIV計画が破綻の危機に陥り、その責任を追及されるが、盗んできた手帳の秘密に興味を持たれたことで首が繋がり、新たな指令を与えられる。
ジャポロ
メカニズモ所属のサイボーグ。昆虫のような形態にいくつかの人型の手を備えた異形で、性格は野蛮かつ残虐。
メカニズモの改造（モッド）ランキングでトップになるため、強化改造に必要なポイント稼ぎに躍起になっている。ヤコレワからクアンの始末を依頼されるが、かつての戦争(北伐)で元々因縁があることも明らかとなる。
北伐当時は宇宙海賊で、生身でありながらクアンの機甲術と渡り合い、普通なら数回は死んでいる重傷をものともしないしぶとさを見せ、ついには残骸を盾に大気圏突入すら敢行。クアンには結局敗北したものの重傷を負わせて引退に追い込み、自らはサイボーグとして復活し、恨みを忘れず強化を重ねていた。
ミカ
メカニズモの医療・研究部門であるゾノヘドロンにより、KV（カーファオ）と呼ばれる脳端末化改造を受けた孤児。幼少ながら人生に望みを失っており、ヤコレワの操り人形になることには喜びすら感じている。しかしTGIV計画の中断によりヤコレワからあっさり見捨てられ絶望。仲間と共に手榴弾で集団自決を図るが、ユニエに阻止される。グリューンタルに保護され、治療後は孤児院に送られる運びとなる。
ムラトー技師
ヤコレワの指示のもと、デジャー・ソリスの「工房」で子供たちの脳改造手術を進めてきた医師。首から頭部や様々な手術器具が木の枝のごとく生えているような外観。
オイゲン
グリューンタルの小隊長で、クアンも認める実力者。任務から帰還中にジャポロの襲撃を受け、重傷を負いながらも部下をかばって戦いを挑むが敗死する。
トロハ
オイゲン小隊所属の女性。優等生だが、異形の敵であるジャポロに対応しきれず敗死する。
アルベ
オイゲン小隊の新人。ジャポロの襲撃から唯一生き延びクアンらと合流、再び襲ってきたジャポロと対峙する。

#### グリューンタルの上層部
アンドロ・オースタッド
機甲術・ボルクヴァルト派長老（エルトメイスト）。グリューンタルの最高意思決定機関「長老会議」の四長老の1人にして、ボルク・アカデミアの学長でもある。
一国家と言える規模となったグリューンタルに唯一存在しない「道」を示そうと火星を統一し、大火星帝国の復興を掲げる。
敵対勢力・メカニズモのTGIV計画を阻止すべく大規模攻勢を実行する一方、その重鎮であるトリケファリに裏取引を持ち掛けたり、グリューンタルの機密事項の隠蔽工作を進めたりと、不穏な動きも見せる。
ウド・ウバルド
オースタッドの相談役で、ボルク・アカデミアの前学長。
ヒルダ・ブロックデン
オースタッドの秘書を務める上位戦士。エーリカの才能を高く評価し、機甲術入門を推薦する。
ビョルン・ブロックデン
ヒルダの弟で、オースタッド親衛隊隊長を務める上位戦士。陽子の才能を高く評価し、機甲術入門を推薦する。

#### メカニズモの上層部
トリケファリ
ゾノヘドロン中枢院・切頂官を名乗る人物。その身体は思考中枢を残して中枢院の指令端末と化している。
地球軌道連合出身でルナ生まれと語っており、メルキゼデクと政府の主客逆転した状態から巨大量子電脳を「偽神（アルコーン）」と呼称して打倒することを目的としている。
ポポ・オレイユ
ゾノヘドロン汎科学省長官。保護溶液の中にいる赤ん坊がそのまま育ったような容姿の人物。極めて子供っぽい性格をしており知的欲求を我慢できない。

## 用語
北伐
火星諸勢力と宇宙海賊団との間で発生した戦争で、正式名称は「火星北極紛争」。e.s.361～363年の間に四度にわたって起こり、いずれも火星側が圧勝した。
ダーザイン
ガリィやカエルラが追う謎の勢力。リメイラ女王の暗殺や、ネクロソルジャーの生産など、世界の裏で暗躍しているとされる。
屍人兵士（ネクロ・ソルジャー）
人間の脳を化学処理して電気回路化。当人の記憶・人格・能力を再現した上で遠隔操作するシステム。基本的な技術は200年前に完成しており、作中現在編においては擬装技術も向上して通り一遍の検査では見破れない。死んだ人間を再利用することから付いた呼び名だが、生きている人間も処置されるパターンがある。現在活動している英霊団を始めとしたネクロ・ソルジャーはダーザインによるものだとされる。
治療に関してはS・ノヴァをして「現物を診なければ何とも言えない」と答えている。
英霊団（エインヘルヤル）
ネクロ・ソルジャーで構成された武装組織。エーリカをはじめ、かつてはグリューンタルに所属していた機甲術使いがネクロ・ソルジャー化している。
機甲術（パンツァー・クンスト）
ガリィやエーリカが使う、対サイボーグ戦闘、無重力下戦闘を想定した火星古武術（マルス・クリーグ、マーシャル・アーツ）。過去の事件で流派は消滅している。古くから伝わる技だけでも絶大な戦闘力を発揮するが、技術の進歩・発展から編み出された新しい技法も存在し、前者をクラシック・スタイル。後者をモダン・スタイルと呼ぶ。人体と人型サイボーグ同士の戦闘を突き詰めており、同様に人型サイボーグに関しては最先端とも言える技術を誇る。
機甲術使い（キュンストラー）はその技量に応じて「1.初心者（アンフェンガー）」「2.熱心者（ツェレター）」「3.門弟（レーアリング）」「4.戦職人（ゲゼレ）」「5.戦士（クリーガー）」「6.上位戦士（ヘーア・クリーガー）」「7.達人（マイスター）」「8.被免達人（アデプト）」「9.長老（エルトメイスト）」の9位階に分けられている。実際に機甲術使いとして認められ、実戦任務に参加できるのは4位である「戦職人」からで、技量や適性を鑑みてそこまで達しなかった者は生身の身体のまま別部門に所属して働いたりしている。
グリューンタル
火星・マリネリス渓谷西部の夜の迷宮（ノクティス・ラビリントス）に存在した機甲術門の本拠地。機甲術の修行地でもあるが、医療部門「カドゥケウス」や諜報部門として製靴販売業「モズビー商会」などがあり、更に研究機関として戦争大学「ボルク・アカデミア」を擁する、ひとつの国家ともいえる規模を持つ。
カオフマン
グリューンタルのエージェントであり、有望な若者を機甲術に勧誘するスカウトマン。単独での長期任務に就くため、現役の機甲術使いたちより数世代前の旧式ボディを使っている。そのため、前職が腕利きだった場合、ボディの稼働限界を超えたオーバワークに陥りやすい。
徹甲爆轟拳（ブレッヒエン・シュラーゲン）
機甲術の奥義と呼ばれる技。前腕部分に仕込んだ成形炸薬を対象にぶち込むという単純極まりないものだが、成功率が低い上にバックファイアで腕全体と肩の胴体側まで吹き飛ばす自爆技に近いため行使後は活動不能になるなどリスクが高く、過去編の100年の歴史の中でも敵に対して成功させた例は数えるほどしかない。この技を仕込んでいるのは男性が多く、彼らは周破衝拳（ヘルツァハオエン）などの打撃技に熱心ではなく修得していない。
なお、LOではガリィがイマジノス体によって身体末端部に指向性爆薬を形成して攻撃する成形炸薬掌 / 蹴を披露している。
カタコンベ
「地下墓地」を意味するが、グリューンタルではサイボーグ手術を受けた者の生身の身体を保管する部署。ここに保管されていれば、希望すれば生身に戻る処置を受けることも出来る。任務を含めて死亡した際には施術者の意志、遺言等に従って処分される。
グリューンタルに属する者には「サイボーグにならなければ、生存自体難しい状況」で手術を受けた者も少なくはなく、カタコンベの業務や存在自体に疑問を持つ者も存在する。

天蓋協会（MBV、Mars Baldachin Verein、エムベーファオ）
本来大気の薄い火星でも生活できるよう作られた、火星天蓋（バルダヒーン）を維持管理する組織。天蓋を支える巨大な柱（ゾイレ）は彼らが文字通り人柱となって作られている。不干渉原則により地上の争いごとには基本的に関知しない。天蓋を管理するために外界より100年は先という独自の技術発展を遂げているが、傷病者は治療するよりゾイレにしてしまう関係上、医療技術は停滞気味。
天蓋（バルダヒーン）
火星の大気を1気圧に維持している屋根。微細機械によって形成されている。ゾイレによって支えられ、隔壁（ヴァント）によって「天蓋地」と呼ばれる一定の区域に分割されている。様々な要因によって天蓋が破壊される（天蓋破裂/ヒンメルブルフ）と、その区域は一気に0.007気圧にまで低下してしまう。天蓋自体は隕石でも滅多に破れることはないが、人為的な破壊には弱い。それらを防止するため、宇宙船が軌道上から地上に直接降下できるポイントは限定される。内部を移動するにも天蓋地同士を結ぶ既定の門（トーア）を通らなければならないが天蓋協会の宇宙船（バイネ）は天蓋を破壊せずに通過できる。また、天蓋が未設置または天蓋破裂を起こした区域は「無天蓋地（ボイド）」と呼ばれる。
ラオプ
天蓋を支える柱「ゾイレ」が成熟した際に1枚だけ形成される葉状の物体。取り入れることによってゾイレネットワークにアクセスできようになる。作中ではNNNの手帳に挟まれた「ナゲンドラの葉」として登場。偶然から陽子=ガリィが手に入れて食したことで「アウフ文庫（ネットワークの一部となっていたゴッセン派の達人）」にアクセスする。
エドム会議
火星の環境維持システムのひとつ「太陽鏡衛星（ティーダカガン）」の照射権を調整するために3年に1度、火星の大領主たち「18大公（グロース・アハツェーン）」が集まって開催されている会議。農業生産などに直結する以外にも厳冬季の住環境にも影響するため照射権の配分に関しては侃々諤々の激論になる。
人面腫（マスケトーマ）
火星でも稀に発生する奇病。細胞再生のメカニズムを暴走させ、顔面状の腫瘍を形成する。厄介なのは形成された腫瘍に知性こそないものの「脳」も作られることで大量の酸素やブドウ糖といったものを消費し、増殖すると心肺機能が追い着かなくなる。発症した時点で人面腫の因子「恐怖の虹（メトスィーリス）」は全身に浸透しており外科手術で切除しても新たな腫瘍ができサイボーグ化すれば脳にまで腫瘍が発生する。ムスターは自身の細胞から作り出したガン細胞を注射することで腫瘍の増殖を抑えているが、対症療法に過ぎない上に身体にかかる負担も大きい。
ドクトル・ヌゲマによって適切な方法で育成した腫瘍は摘出後に一個体といえるレベルにまで成長することが明らかとなる。摘出された個体「摘出児（ヘラオスキント）」は人面腫が発症しないどころか、「LO」終盤のガリィ（生脳）の様に生身の肉体を得ることも可能。
結晶化毒（クリスタルモルテン）
ケイ酸鉱物のノアキス石を粉末状にして作られた毒物。クルヒト・ソナン博士が発見したが、悪用されることを恐れて秘匿していた物を、息子であるイタル・ソナンことバロン・ムスターが実用化した。
それ自体は無毒な上、無味無臭で摂取しても1週間ほどで体外に排出されるが、体内に残留した状態で特定の周波数の超音波を受けると粒子が共振して周囲のタンパク質を瞬時に結晶化させる。チンモイ博士に研究委託して対象が砂と化して崩れる「砂状化毒（サブルムモルテン）」も試作された。
暗殺などに使用する他、ムスターは自身の経営するフロント企業で戦死者や難民などの大量の死体処理を手がけ、結晶化毒で建材に再生販売するという冒涜的ビジネスを行っていた。
不滅の秘薬（ほろびずのくすり）
火星の秘宝とうたわれた宝物。黄金杖とクラウゼヴィッツ戦争論下巻をカギとして、そのデータを記したディスクをムスターが手に入れた。「肉体を一度分解し分子レベルで正常な形に再構成する」という貴重なロストテクノロジーだが「被術者の記憶を継承できない」という問題から彼の望みをかなえるには至らなかった。
護国天使（エトナルク）
十二大公が相伝する巨大な機動兵器。伝説上の九大始祖が使役した護国天使を模した物で、力と富と権力の象徴とされる。シドニアでは領主交代の「継承の儀」は護国天使の一つ「オデオンバッハ」の操縦権の継承を指す。脳波による命令で操縦し、不慣れな者でも操縦できるようAIによる半自動化がなされている。フル出力の臨戦モードでは腕を振るっただけで都市の一街区を破壊するなど絶大な性能を誇る。
デジャー・ソリス
地球船籍の大型宇宙貨物船で、名前はSF冒険小説「火星のプリンセス」の登場人物にちなむ。e.s.325年（西暦2281年）、火星出発後に機関室の爆発で墜落。
火星に墜落した残骸を拠点に同名の街が形成された。軍閥組織・ファージャルグに支配されている。
メカニズモ
機械結社といわれる組織で技術情報の開発・収集・売買を目的としている。ファージャルグと密接に結びついており、医療部門「ゾノヘドロン」は各地で子供を誘拐しては「工房」で人体実験を行っており、火星民にとっては不可触の存在であるMBVの技術に関してもサンプルを手に入れて研究している。
所属するサイボーグには非人間型や人体構造と異なるボディを持つ者が多く、大型のボディを持つ者ともなると、脳やそれを生かす生命維持装置の配置も違う。そのため戦闘に際しては狙うべき急所の判別が難しいという点がある。彼らの多くは新技術のモニター扱いであり、作戦の成功時に組織内でのみ通用するポイントが付与され、それによって更なる強化改造を受けることができる。モニター同士の改造ランキングも行い、互いに競わせている。
TGIV計画
ゾノヘドロンが進めている兵器開発計画。脳内にインプラントすることで人間を端末化し、任意にコントロールする。発想や活用法はともかく、技術的には脳障害を治療することが発展するなどの利点がある。

## 書誌情報
- 木城ゆきと『銃夢火星戦記』、講談社〈KCデラックス イブニング〉、全11巻
  1. 2015年5月22日発売[3]、ISBN 978-4-0637-7195-4
  2. 2015年11月20日発売[4]、ISBN 978-4-0637-7357-6
  3. 2016年7月22日発売[5]、ISBN 978-4-06-377488-7
  4. 2017年5月23日発売[6]、ISBN 978-4-06-393195-2
  5. 2017年12月22日発売[7]、ISBN 978-4-06-510608-2
  6. 2018年11月21日発売[8]、ISBN 978-4-06-512862-6
  7. 2020年11月20日発売[9]、ISBN 978-4-06-519223-8
  8. 2021年11月22日発売[10]、ISBN 978-4-06-525955-9
  9. 2022年11月22日発売[11][12]、ISBN 978-4-06-530199-9 / ISBN 978-4-06-530219-4（特装版）
  10. 2024年4月23日発売[13]、ISBN 978-4-06-535282-3
  11. 2025年4月23日発売[14]、ISBN 978-4-06-539217-1